# Фара-Сан-Мартіно
Фара-Сан-Мартіно (італ. Fara San Martino) — муніципалітет в Італії, у регіоні Абруццо,  провінція К'єті.
Фара-Сан-Мартіно розташована на відстані близько 145 км на схід від Рима, 75 км на південний схід від Л'Аквіли, 30 км на південь від К'єті.
Населення — 1447 осіб (2014).
Щорічний фестиваль відбувається 24 серпня. 

## Демографія
Населення за роками:

Станом на 1 січня 2023 року в муніципалітеті офіційно проживало 50 іноземців з 11 країн, серед них 27 громадян країн Євросоюзу та 4 громадяни України.

## Сусідні муніципалітети
- Караманіко-Терме
- Чивітелла-Мессер-Раймондо
- Лама-дей-Пеліньї
- Пачентро
- Паломбаро
- Пеннап'єдімонте
- Сант'Еуфемія-а-Маєлла